# Dolné Srnie
Dolné Srnie (bis zum 19. Jahrhundert slowakisch „Beckovské Srnie“; ungarisch Alsószernye – bis 1907 Alsószrnye) ist eine Gemeinde im Westen der Slowakei mit 984 Einwohnern (Stand 31. Dezember 2024), die zum Okres Nové Mesto nad Váhom, einem Teil des Trenčiansky kraj, gehört.

## Geographie
Die Gemeinde befindet sich im äußersten Norden des Hügellands Trnavská pahorkatina, einem Teil des Donauhügellands, zwischen den Kleinen und den Weißen Karpaten. Am westlichen Ortsrand fließt die Klanečnica, die zum Einzugsgebiet der Waag gehört. Das Ortszentrum liegt auf einer Höhe von 230 m n.m. und ist fünf Kilometer von Nové Mesto nad Váhom entfernt.
Nachbargemeinden sind Bošáca im Norden und Nordosten, Trenčianske Bohuslavice im Osten, Nové Mesto nad Váhom im Süden, Bzince pod Javorinou im Westen und Moravské Lieskové im Nordwesten.

## Geschichte
Das Gemeindegebiet von Dolné Srnie wurde in der Jungsteinzeit besiedelt und es gab hier eine Siedlung der bandkeramischen Kultur.
Im Mittelalter, nach der Eingliederung des Gebietes in den ungarischen Staat, war die Gegend Teil des Herrschaftsgebiets der Burg Beckov. Als dessen Teil wurde der Ort zum ersten Mal 1477 als Zerne schriftlich erwähnt. 1598 gab es in Dolné Srnie 64 Häuser, 1720 hatte das Dorf zwei Mühlen und 61 Steuerpflichtige. 1784 hatte die Ortschaft 99 Häuser, 135 Familien und 625 Einwohner, 1828 zählte man 93 Häuser und 878 Einwohner, deren Haupteinnahmequellen Landwirtschaft und Obstbau waren.
Bis 1918 gehörte der im Komitat Trentschin liegende Ort zum Königreich Ungarn und kam danach zur Tschechoslowakei beziehungsweise heute Slowakei. In der ersten tschechoslowakischen Republik waren Herstellung von Besen, Korbmacherei und Sticken verbreitet.

## Bevölkerung
| Jahr                | 1994 | 2004     | 2014    | 2024    |
| ------------------- | ---- | -------- | ------- | ------- |
| Anzahl der Personen | 832  | 928      | 980     | 984     |
| Unterschied         |      | +11,53 % | +5,60 % | +0,40 % |

| Jahr                | 2023 | 2024    |
| ------------------- | ---- | ------- |
| Anzahl der Personen | 983  | 984     |
| Unterschied         |      | +0,10 % |

Nach der Volkszählung 2011 wohnten in Dolné Srnie 965 Einwohner, davon 947 Slowaken, 7 Tschechen und 1 Pole. 1 Einwohner gab eine andere Ethnie an und 9 Einwohner machten keine Angabe zur Ethnie.
414 Einwohner bekannten sich zur Evangelischen Kirche A. B., 281 Einwohner zur römisch-katholischen Kirche, 7 Einwohner zur apostolischen Kirche, 6 Einwohner zur evangelisch-methodistischen Kirche, 4 Einwohner zur griechisch-katholischen Kirche sowie jeweils 1 Einwohner zur orthodoxen Kirche und zur reformierten Kirche. 193 Einwohner waren konfessionslos und bei 58 Einwohnern wurde die Konfession nicht ermittelt.

## Bauwerke und Denkmäler
- Glockenturm im Barockstil aus der ersten Hälfte des 18. Jahrhunderts
- Glockenturm im neoklassizistischen Stil aus dem Jahr 1890
- Landsitz im klassizistischen Stil aus dem 19. Jahrhundert